# Marco Pellegrino
Marco Pellegrino, né le 18 juillet 2002 à Buenos Aires, est un footballeur argentin qui joue au poste de défenseur central à Boca Juniors.

## Biographie

### Enfance et formations
Il est né à Buenos Aires en 2002 dans une famille d'origine italienne. Marco Pellegrino a d'abord joué au tennis de haut niveau chez les jeunes.

### Carrière en club
Marco Pellegrino a rejoint l'académie du Club Atlético Platense en 2010. Il signe son premier contrat professionnel avec le club en novembre 2021.
Il est transféré à l'AC Milan, où il s'engage pour cinq ans le 22 août 2023. L'indemnité du transfert est estimée à 3,5 millions d'euros et 2 millions d'euros de bonus.

### Carrière internationale
Le 14 octobre 2023, Pellegrino a fait ses débuts avec l'équipe nationale argentine des moins de 23 ans lors d'un match amical nul 1-1 contre l'équipe nationale vénézuélienne des moins de 23 ans, en tant que titulaire à temps plein.
Il faisait partie des 34 joueurs convoqués en sélection argentine pour les matches de qualification pour la Coupe du monde de football 2026 contre le Paraguay et le Pérou, les 12 et 17 octobre 2023.
Le 29 octobre 2023, Pellegrino fait ses débuts avec le Milan lors d'un match nul 2-2 à l'extérieur contre SSC Napoli, en remplaçant Pierre Kalulu, blessé, à la 19e minute. Cependant, à la 87e minute, Pellegrino lui-même doit être remplacé en raison d'une blessure qui l'éloigne du jeu pendant trois mois. Il revient de blessure pour jouer avec l'équipe de Primavera en janvier 2024.